# Ray Brown Jr.
Ray Brown Jr. (New York, 1949. október 13. –) amerikai bluesénekes. Ella Fitzgerald (adoptált) fia; apja az idősebb Ray Brown volt.

## Pályakép
Nat King Cole, Louis Armstrong, Frank Sinatra és még sokan mások rendszeres a család látogatói voltak. Tízévesen Kaliforniába került. Attól kezdve a dobok és az éneklés töltötték ki idejét. Apja hatására dobolni tanult.
A Beverly Hills Gimnáziumba járt, ahol már olyan iskolai zenekarokkal énekelt, amelyek helyi fesztiválokon és kórházakban léptek fel.
Az 1980-as évek végén Brown a nyugati parton, Kanadában, Alaszkában, Japánban, Koreában és Guamban turnézott a Védelmi Minisztérium szervezésében.
2008: Ray Brown Jr. készített egy duett-lemezt (Friends and Family) amelyen a lánya, Haylee énekli a „A-Tisket, A-Tasket” c. számot, amit még a nagymama (Ella Fitzgerald) tett híressé. 
Van egy A bónusz track is, melyet a szüleivel ad elő: a „How High the Moon”, ezen Ella Fitzgerald mellett Brown Jr. is énekel.

## Lemezek
- 2001: Slow Down for Love
- 2003: Committed from the Heart
- 2007: Stand by Me
- 2008: Friends and Family